# Lagopus lagopus
Lagopus lagopus là một loài chim trong họ Phasianidae.